# Първи флот
Първи флот (на английски: First Fleet) – име, дадено на флота от 11 платнохода, които отплуват от бреговете на Великобритания на 13 май 1787 г. с 1487 души на борда за да основат първата европейска колония в Нов Южен Уелс, Австралия. Повечето хора – 778 души – са затворници (от тях 192 – жени), изпратени за заселване извън пределите на основната територия на Великобритания. Този флот полага началото както на превозването на затворници от Великобритания в Австралия, така и на освояването и заселването на Австралия.

## История
Първи флот се състои от два военни кораба (флагманския кораб HMS Sirius и малкия бързоходен HMS Supply, използван за връзка), шест транспорта със затворници и три товарни кораба. Командващ на Флота е капитан (впоследствие адмирал) Артър Филип.
На път в Нов Южен Уелс Първи флот акостира в Санта Круз (остров Тенерифе), където престоява една седмица. След това, през Рио де Жанейро се отправя към Кейптаун (във всяко от тези пристанища флота престоява по месец). Близо до Тасмания Флота, за ускоряване, се разделя на 3 групи съдове – по скорост. Поради това корабите достигат залива Ботани Бей не едновременно, а в интервала между 18 и 20 януари 1788 г.
След като не намират достатъчно кладенци за прясна вода и находища на сол в залива Ботани Бей, а също осъзнавайки, че той не е достатъчно дълбок и е уязвим от ветровете, капитан Артър Филип обследва разположения на 12 km северно залив Порт Джаксън. На 26 януари 1788 г., Първи флот се премества в Порт Джексън, и хвърля котва в неголемия кръгъл залив на Сиднейското заливче (англ: Sydney cove) част от дългия 20 километра залив на Сидни (англ: Sydney Harbour) разчленение на залив Порт Джаксън. Капитан Артър Филип обявя за присъединяването към Великобритания на Нов Южен Уелс, за създаването на първото селище – Сидни, и за това, че отсега нататък той е първия Генерал-губернатор на Австралия. Днес този ден се празнува като Деня на Австралия – национален празник на Австралия.